# Уједињено Краљевство на Светском првенству у атлетици на отвореном 2011.
Уједињено Краљевство је учествовало на 13. Светском првенству у атлетици на отвореном 2011. одржаном у Тегу од 27. августа до 4. септембра тринаести пут, односно учествовало је на свим првенствима до данас. Репрезентацију Уједињеног Краљевства представљало 58 такмичара (31 мушкарац и 27 жена) који су се такмичили у 36 дисциплина (17 мушких и 19 женских).,
На овом првенству Уједињено Краљевство је по броју освојених медаља заузело 5. место са 8 освојених медаља (три златне, три сребрне  и две бронзане).
У табели успешности према броју и пласману такмичара који су учествовали у финалним такмичењима (првих 8 такмичара) Уједињено Краљевство је са 12 учесника у финалу заузело 7. место са 73 бода.
| Плас. | Земља                | 1. место | 2. место | 3. место | 4. место | 5. место | 6. место | 7. место | 8. место | Бр. финал. | Бод. |
| ----- | -------------------- | -------- | -------- | -------- | -------- | -------- | -------- | -------- | -------- | ---------- | ---- |
| 7.    | Уједињено Краљевство | 3        | 3        | 2        | 1        | 2        | 1        | 0        | 0        | 12         | 73   |

## Учесници
| Мушкарци: - Хари Ејкинс-Арити — 100 м, 4х100 м - Марлон Девониш — 100 м, 4х100 м - Двејн Чемберс — 100 м - Кристијан Малком — 200 м, 4х100 м - Џејмс Елингтон — 200 м - Мартин Руни — 400 м, 4х400 м - Ендру Осаги — 800 м - Мајкл Ример — 800 м - Џејмс Шејн — 1.500 м - Мохамед Фара — 5.000 м, 10.000 м - Дејвид Веб — Маратон - Ли Мериен — Маратон - Енди Тарнер — 110 м препоне - Вилијам Шерман — 110 м препоне - Лоренс Самерсет Кларк — 110 м препоне - Дејвид Грин — 400 м препоне - Нејтан Вудвард — 400 м препоне - Џек Грин — 400 м препоне - Крег Пикеринг — 4х100 м - Ричард Страхан — 4х400 м - Најџел Левин — 4х400 м - Кристофер Кларк — 4х400 м - Том Парсонс — Скок увис - Мартин Бернард — Скок увис - Стивен Луис — Скок мотком - Крис Томлинсон — Скок удаљ - Грег Радерфорд — Скок удаљ - Филип Идову — Троскок - Брет Морз — Бацање диска - Карл Мајерског — Бацање диска - Абдул Бухари — Бацање диска | Жене - Женет Квакје — 100 м, 4х100 м - Ањика Онура — 100 м, 200 м, 4х100 м - Лора Тарнер — 100 м, 4х100 м - Никола Сендерс — 400 м, 4х400 м - Ли Маконел — 400 м, 4х400 м - Кристина Охуруогу — 400 м, 4х400 м - Џени Медовс — 800 м - Ема Џексон — 800 м - Мерилин Окоро — 800 м - Хана Ингланд — 1.500 м - Лиза Добриски — 1.500 м - Хелен Клитеро — 5.000 м - Сузан Патриџ — Маратон - Алисон Диксон — Маратон - Тифани Портер — 100 м препоне, 4х100 м - Пери Шејкс Дрејтон — 400 м препоне, 4х400 м - Елид Чајлд — 400 м препоне - Барбара Паркер — 3.000 м препреке - Џоан Џексон — 20 км холање - Кејт Денисон — Скок мотком - Холи Блесдејл — Скок мотком - Шара Проктор — Скок удаљ - Јамиле Алдама — Троскок - Софи Хичон — Бацање кладива - Голди Сајерс — Бацање копља - Џесика Енис — Седмобој - Луиз Хејзел — Седмобој |  |

## Освајачи медаља

### Злато (3)
- Мохамед Фара — 5.000 м
- Џесика Енис — Седмобој
- Дејвид Грин — 400 м препоне

### Сребро (3)
- Мохамед Фара — 10.000 м
- Хана Ингланд — 1.500 м
- Филипс Идову — Троскок

### Бронза (2)
- Енди Тарнер — 110 м препоне
- Пери Шејкс Дрејтон, Nicola Sanders, 
 Кристин Охуруогу, Ли Маконел — 4 x 400 м

## Светски прваци (3)
- Светски првак на 5.000 СП 2011. Мохамед Фара
- Светска првакиња у седмобоју СП 2011. Џесика Енис
- Светси првак на 400 м препоне СП 2011. Дејвид Грин

## Резултати

### Мушкарци
| Атлетичар                                                          | Дисциплина    | Лични рекорд | Квалификације | Квалификације | Полуфинале            | Полуфинале            | Финале                | Финале               | Детаљи |
| Атлетичар                                                          | Дисциплина    | Лични рекорд | Резултат      | Место         | Резултат              | Место                 | Резултат              | Место                | Детаљи |
| ------------------------------------------------------------------ | ------------- | ------------ | ------------- | ------------- | --------------------- | --------------------- | --------------------- | -------------------- | ------ |
| Хари Ејкинс-Арити                                                  | 100 м         | 10,10        | 10,28 КВ      | 2. у гр. 2    | 10,23                 | 4. у гр. 3            | Нису се квалификовали | 13 / 71 (75)         |        |
| Марлон Девониш                                                     | 100 м         | 10,06        | 10,34 кв      | 4. у гр. 3    | 10,25                 | 7. у гр. 2            | Нису се квалификовали | 16 / 71 (75)         |        |
| Двејн Чемберс                                                      | 100 м         | 9,97         | 10,28 КВ      | 2. у гр. 6    | Дисквалификован       | Дисквалификован       | Није се квалификовао  | Није се квалификовао |        |
| Кристијан Малком                                                   | 200 м         | 20,08        | 20,66 кв      | 4. у гр. 2    | 20,88                 | 5. у гр. 3            | Није се квалификовао  | 15 / 53 (54)         |        |
| Џејмс Елингтон                                                     | 200 м         | 20,52        | 20,82         | 4. у гр. 5    | Није се квалификовао  | Није се квалификовао  | Није се квалификовао  | 24 / 53 (54)         |        |
| Мартин Руни                                                        | 400 м         | 44,60        | 45,30 КВ      | 2. у гр. 5    | 46,09                 | 7. у гр. 2            | Нису се квалификовали | 19 / 36 (39)         |        |
| Ендру Осаги                                                        | 800 м         | 1:45,36      | 1:46,08 КВ    | 2. у гр. 5    | 1:46,12               | 4. у гр. 2            | Нису се квалификовали | 13 / 43 (44)         |        |
| Мајкл Ример                                                        | 800 м         | 1:43,89      | 1:47,11       | 5. у гр. 3    | Нису се квалификовали | Нису се квалификовали | Нису се квалификовали | 23 / 43 (44)         |        |
| Џејмс Шејн                                                         | 1.500 м       | 3:36,22      | 3:41,17       | 10. у гр. 1   | Нису се квалификовали | Нису се квалификовали | Нису се квалификовали | 19 / 37 (38)         |        |
| Мохамед Фара                                                       | 5.000 м       | 12:53,11 НР  | 13:38,03 КВ   | 2. у гр. 2    |                       |                       | 13:23,36              |                      |        |
| Мохамед Фара                                                       | 10.000 м      | 26:46,57 НР  |               |               |                       |                       | 27:14,07              |                      |        |
| Дејвид Веб                                                         | Маратон       | 2:15:42      | 2:15:48 ЛРС   | 15 / 49 (67)  |                       |                       |                       |                      |        |
| Ли Мериен                                                          | Маратон       | 2:14:27      | 2:16:59       | 22 / 49 (67)  |                       |                       |                       |                      |        |
| Енди Тарнер                                                        | 110 м препоне | 13,22        | 13,32 КВ      | 2. у гр. 3    | 13,44 кв              | 4. у гр. 1            | 13,44                 |                      |        |
| Вилијам Шерман                                                     | 110 м препоне | 13,30        | 13,52 кв      | 5. у гр. 3    | 13,51 КВ              | 3. у гр. 2            | 13,67                 | 5 / 32               |        |
| Лоренс Самерсет Кларк                                              | 110 м препоне | 13,58        | 13,65         | 5. у гр. 2    | Није се квалификовао  | Није се квалификовао  | Није се квалификовао  | 23 / 32              |        |
| Дејвид Грин                                                        | 400 м препоне | 47.88        | 48,52 КВ      | 5. у гр. 1    | 48,62 КВ              | 1. у гр. 2            | 48,26                 |                      |        |
| Нејтан Вудвард                                                     | 400 м препоне | 48,71        | 49,06 КВ      | 2. у гр. 5    | 49,57                 | 6. у гр. 3            | Нису се квалификовали | 14 / 34              |        |
| Џек Грин                                                           | 400 м препоне | 48,98        | 50,39 КВ      | 4. у гр. 4    | 49,29                 | 5. у гр. 1            | Нису се квалификовали | 15 / 34              |        |
| Кристијан Малком, Крег Пикеринг, Марлон Девониш, Хари Ејкинс-Арити | 4 х 100 м     | 37,73 НР     | 38,29 КВ, НРС | 1. у гр. 3    |                       |                       | Нису завршили трку    | Нису завршили трку   |        |
| Ричард Страхан, Најџел Левин, Кристофер Кларк, Мартин Руни         | 4 х 400 м     | 2:56,60 НР   | 3:00,38 кв    | 4. у гр. 1    | 3:01,16               | 6 / 15 (16)           |                       |                      |        |
| Том Парсонс                                                        | Скок увис     | 2,31         | 2,25          | 11. у гр. А   |                       |                       | Нису се квалификовали | 19 / 32 (34)         |        |
| Мартин Бернард                                                     | Скок увис     | 2,30         | 2,21          | 13. у гр. Б   | 29 / 32 (34)          |                       | Нису се квалификовали |                      |        |
| Стивен Луис                                                        | Скок мотком   | 5.75         | 5,50 кв       | 6. у гр. Б    | 5,65 ЛРС              | 9 / 26 (28)           |                       |                      |        |
| Крис Томлинсон                                                     | Скок удаљ     | 8,35 НР      | 8,02 кв       | 8. у гр. А    | 7,87                  | 11 / 32 (36)          |                       |                      |        |
| Грег Радерфорд                                                     | Скок удаљ     | 8,30         | 7,87          | 8. у гр. А    | Није се квалификовао  | 12 / 32 (36)          |                       |                      |        |
| Филип Идову                                                        | Троскок       | 17.81        | 17,17 КВ      | 2. у гр. А    | 17,77 ЛРС             |                       |                       |                      |        |
| Брет Морз                                                          | Бацање диска  | 66,06        | 59,23         | 5. у гр. Б    | 62,69                 | 12 / 30 (33)          |                       |                      |        |
| Карл Мајерског                                                     | Бацање диска  | 65,10        | 60,29         | 16. у гр. Б   | Нису се квалификовали | 28 / 30 (33)          |                       |                      |        |
| Абдул Бухари                                                       | Бацање диска  | 65,44        | 60,21         | 13. у гр. А   | Нису се квалификовали | 29 / 30 (33)          |                       |                      |        |

### Жене
| Атлетичарка                                                       | Дисциплина       | Лични рекорд | Квалификације      | Квалификације      | Полуфинале            | Полуфинале            | Финале                | Финале                | Детаљи |
| Атлетичарка                                                       | Дисциплина       | Лични рекорд | Резултат           | Место              | Резултат              | Место                 | Резултат              | Место                 | Детаљи |
| ----------------------------------------------------------------- | ---------------- | ------------ | ------------------ | ------------------ | --------------------- | --------------------- | --------------------- | --------------------- | ------ |
| Женет Квакје                                                      | 100 м            | 11.14        | 11,42 КВ           | 3. у гр. 1         | 11,48                 | 6. у гр. 1            | Ниje се квалификовалa | 13 / 68 (73)          |        |
| Ањика Онуора                                                      | 100 м            | 11,18        | 11,41              | 5. у гр. 4         | Нису се квалификовале | Нису се квалификовале | Нису се квалификовале | 26 / 68 (73)          |        |
| Лора Тарнер                                                       | 100 м            | 11,11        | 11,45              | 4. у гр. 3         | Нису се квалификовале | Нису се квалификовале | Нису се квалификовале | 28 / 68 (73)          |        |
| Ањика Онура                                                       | 200 м            | 23.06        | 22,93 кв, ЛР       | 5. у гр. 5         | 23,08                 | 7. у гр. 2            | Нису се квалификовале | 16 / 37 (40)          |        |
| Ли Маконел                                                        | 400 м            | 23,16        | 52,75 КВ           | 3. у гр. 4         | 51,97                 | 6. у гр. 2            | Нису се квалификовале | 13 / 33 (37)          |        |
| Никола Сендерс                                                    | 400 м            | 23,89        | 52,65 кв           | 4. у гр. 5         | 52,47                 | 6. у гр. 1            | Нису се квалификовале | 17 / 33 (37)          |        |
| Кристина Охуруогу                                                 | 400 м            | 22.85        | Дисквалификована   | Дисквалификована   | Није се квалификовала | Није се квалификовала | Није се квалификовала | Није се квалификовала |        |
| Џени Медовс                                                       | 800 м            | 1:57,93      | 2:01,11 КВ         | 1. у гр. 1         | 1:59,07               | 2. у гр. 1            | Нису се квалификовале | 9 / 32 (36)           |        |
| Ема Џексон                                                        | 800 м            | 1:59,97      | 2:01,17 кв         | 4. у гр. 4         | 1:59,77 ЛР            | 4. у гр. 2            | Нису се квалификовале | 12 / 32 (36)          |        |
| Мерилин Окоро                                                     | 800 м            | 1:58,45      | 1:59,74 КВ         | 3. у гр. 3         | 2:01,54               | 6. у гр. 3            | Нису се квалификовале | 19 / 32 (36)          |        |
| Хана Ингланд                                                      | 1.500 м          | 4:01,89      | 4:13,45 КВ         | 1. у гр. 1         | 4:08,31 кв            | 5. у гр. 2            | 4:05,68               |                       |        |
| Лиза Добриски                                                     | 1.500 м          | 3:59,50      | 4:12,70            | 8. у гр. 2         | Није се квалификовала | Није се квалификовала | Није се квалификовала | 17 / 28 (35)          |        |
| Хелен Клитеро                                                     | 5.000 м          | 15:06,75     | 15:37,73 кв        | 8. у гр. 1         |                       |                       | 15:21,22              | 12 / 20 (23)          |        |
| Сузан Патриџ                                                      | Маратон          | 2:34:13      |                    |                    |                       |                       | 2:36:24               | 23 / 44 (55)          |        |
| Алисон Диксон                                                     | Маратон          | 2:34:51      | 2:50:51            | 40 / 44 (55)       |                       |                       |                       |                       |        |
| Тифани Портер                                                     | 100 м препоне    | 12.60 НР     | 12,84 КВ           | 1. у гр. 3         | 12,56 КВ, НР, ЛР      | 1. у гр. 3            | 12,63                 | 4 / 38 (39)           |        |
| Пери Шејкс Дрејтон                                                | 400 м препоне    | 54,18        | 55,90 KB           | 1. у гр. 3         | 55,07                 | 3. у гр. 3            | Нису се квалификовале | 9 / 38                |        |
| Елид Чајлд                                                        | 400 м препоне    | 55,16        | 56,18 KB           | 2. у гр. 4         | 55,89                 | 5. у гр. 1            | Нису се квалификовале | 15 / 38               |        |
| Барбара Паркер                                                    | 3.000 м препреке | 9:35.17      | 09:38,21 кв        | 4. у гр. 3         |                       |                       | 9:56,66               | 10 / 26 (33)          |        |
| Тифани Портер, Ањика Онуора, Лора Тарнер, Женет Квакје            | 4 х 100 м        | 42,43 НР     | 43,95              | 4. у гр. 2         | Нису се квалификовале | 12 / 17 (21)          |                       |                       |        |
| Пери Шејкс Дрејтон, Nicola Sanders, Кристина Охуруогу, Ли Маконел | 4 х 400 м        | 3:20,04 НР   | 3:23,05 КВ, НРС    | 2. у гр. 3         | 3:23,63               |                       |                       |                       |        |
| Џоан Џексон                                                       | 20 км ходање     | 1:30:41 НР   |                    |                    |                       |                       | 1:35:32               | 20 / 37 (50)          |        |
| Кејт Денисон                                                      | Скок мотком      | 4,61         | 4,50               | 8. у гр. Б         |                       |                       | Нису се квалификовале | 13 / 30 (35)          |        |
| Холи Блесдејл                                                     | Скок мотком      | 4,70 НР      | Без исправог скока | Без исправог скока | Није се квалификовала | Није се квалификовала |                       |                       |        |
| Шара Проктор                                                      | Скок удаљ        | 6,81         | 6,34               | 11. у гр. Б        | Није се квалификовала | 19 / 33 (36)          |                       |                       |        |
| Јамиле Алдама                                                     | Троскок          | 6,81         | 14,35 кв, ЛРС      | 2. у гр. Б         | 14,50 ЛРС             | 5 / 34                |                       |                       |        |
| Софи Хичон                                                        | Бацање кладива   | 69,59 НР     | 64,93              | 13. у гр. Б        | Није се квалификовала | 25 / 29 (30)          |                       |                       |        |
| Голди Сајерс                                                      | Бацање копља     | 65.75 НР     | 62,19 КВ           | 3. у гр. А         | 58,18                 | 9 / 27 (28)           |                       |                       |        |

#### Седмобој
| Дисциплина    | Џесика Енис | Џесика Енис | Џесика Енис | Џесика Енис | Џесика Енис | Џесика Енис |
| Дисциплина    | Лич. рек.   | Резултат    | Бод.        | Плас.       | Укупно      | Плас        |
| ------------- | ----------- | ----------- | ----------- | ----------- | ----------- | ----------- |
| 100 м препоне | 12,79       | 12,94       | 1.133       | 2.          | 1.133       | 2.          |
| Скок увис     | 1,95        | 1,86        | 1.054       | 3.          | 2.187       | 2.          |
| Бацање кугле  | 14,61       | 14,67 ЛР    | 839         | 7.          | 3.026       | 1.          |
| 200 м         | 23,11       | 23,27       | 1.052       | 1.          | 4.078       | 1.          |
| Скок удаљ     | 6,51        | 6,51 ЛР     | 1.010       | 2.          | 5.088       | 1.          |
| Бацање копља  | 46,71       | 39,95       | 666         | 21.         | 5.754       | 2.          |
| 800 м         | 2:08,46     | 2:07,81 ЛР  | 997         | 2.          | 6.751       | 2.          |
| Седмобој      | 6.823       |             |             |             | 6.751       |             |

| Дисциплина    | Луиз Хејзел | Луиз Хејзел | Луиз Хејзел | Луиз Хејзел | Луиз Хејзел | Луиз Хејзел  |
| Дисциплина    | Лич. рек.   | Резултат    | Бод.        | Плас.       | Укупно      | Плас         |
| ------------- | ----------- | ----------- | ----------- | ----------- | ----------- | ------------ |
| 100 м препоне | 13.,5       | 13,24 ЛР    | 1.089       | 5.          | 1.089       | 5.           |
| Скок увис     | 1,71        | 1,74 ЛР     | 903         | 20.         | 1.992       | 16.          |
| Бацање кугле  | 12,54       | 12,36 ЛРС   | 685         | 22.         | 2.677       | 18.          |
| 200 м         | 24,10       | 24,25       | 957         | 7.          | 3.634       | 16.          |
| Скок удаљ     | 6,44        | 6,25        | 927         | 10.         | 4.561       | 13.          |
| Бацање копља  | 44,42       | 41,75       | 701         | 17.         | 5.262       | 16.          |
| 800 м         | 2:15,36     | 2:15,44     | 887         | 16.         | 6.149       | 13.          |
| Седмобој      | 6.166       |             |             |             | 6.149       | 13 / 24 (28) |